# C.O. (Club Oriented)
C.O. (Club Oriented) ist ein aus zwei Personen bestehendes Eurodance-Projekt aus Italien.

## Werdegang
2005 gelang dem Duo, bestehend aus Dario „DaBo“ Boerchi und Max Boscolo, mit dem Titel California ein internationaler Hit.
Der Song stammt im Original von der US-amerikanischen Rockband Phantom Planet und wurde in Deutschland vor allem durch die Fernsehserie O.C., California bekannt.
Die italienischen Produzenten von C.O. (Club Oriented) unterlegten den Song mit eingängigen Housebeats und produzierten einige Vinylsingles, die schnell europaweit die Diskotheken eroberten. Nach der kommerziellen Veröffentlichung der Single stieg sie im Juni 2005 in die Charts ein.
2006 veröffentlichte C.O. (Club Oriented) die Single Alegria. Der Song ist wiederum ein Cover und ist einer der Top-Hits in den italienischen Discos im Sommer 2006.